# Jack Barron e l'eternità
Jack Barron e l'eternità (Bug Jack Barron), tradotto anche come Jack Barron Show, è un romanzo di fantascienza del 1969 scritto da Norman Spinrad.

## Storia editoriale
Il romanzo venne pubblicato a puntate nella rivista di fantascienza New Wave New Worlds durante la direzione editoriale di Michael Moorcock. Il suo linguaggio esplicito e l'atteggiamento cinico verso i politici, così come il fatto che la rivista era parzialmente finanziata dal British Arts Council, irritò alcuni membri del Parlamento britannico. Jennie Lee, baronessa Lee di Asheridge, allora capo dell'Arts Council, difese con successo il libro, che in seguito venne bandito da W. H. Smith, una grande catena britannica di librerie. Alcune femministe respinsero la storia come sessista.
Il romanzo fu candidato al premio Hugo per il miglior romanzo nel 1970.
Venne tradotto per la prima volta in italiano da Roberta Rambelli per l'editore Fanucci nel 1974.

## Ambientazione
La storia si svolge negli Stati Uniti in un futuro non troppo lontano in cui Jack Barron, conduttore di un popolare talk-show televisivo, scopre a poco a poco un complotto riguardante un trattamento sull'immortalità e sui metodi utilizzati per ottenerla.
Il mondo futuro è caotico e iperliberista e l'autore mostra uno scenario in cui una maggiore libertà di interazione attraverso la democrazia elettronica potrebbe condurre a risultati positivi.

## Trama
Lo spettacolo televisivo di successo Scocciate Jack Barron (Bug Jack Barron) inizia ogni mercoledì sera con una chiamata in diretta. Quel preciso mercoledì chiama Rufus W. Johnson, il quale sostiene che la Fondazione per l'immortalità umana ha deliberatamente rifiutato i suoi beni come pagamento per un contratto di ibernazione. Rufus accusa la Fondazione di discriminazione razziale per non essere disposta a offrire un contratto di ibernazione ad afroamericani, anche se in possesso dei 50000 $ richiesti.
Jack Barron effettua diverse chiamate in diretta, utilizzando il suo videofono in studio, per sentire tutte le parti in causa, utilizzando il suo caratteristico stile caustico e diretto. In primo luogo cerca Benedict Howards, il capo della Fondazione, che però risulta irraggiungibile. La chiamata viene allora trasferita a John Yarborough, direttore delle relazioni pubbliche della Fondazione. Barron respinge rapidamente le affermazioni di Yarborough e decide di chiamare il governatore afroamericano del Mississippi Lukas Greene. Il governatore sostiene che la Fondazione non è solo razzista, ma la accusa anche di stare influenzando il Congresso per far approvare un disegno di legge per ottenere un monopolio sull'ibernazione. Per fermare quella che ritiene un'ingiustizia, Greene sostiene al contrario un sistema di ibernazione pubblico, aperto a tutti i cittadini per sorteggio.
Barron chiama in diretta il senatore Theodore Hennering, un sostenitore di Howards e del suo disegno di legge. Benché Barron gli fornisca ampie possibilità di difendere la Fondazione, il senatore fa poco o nulla per convincere Barron e il pubblico.
Il giorno seguente Benedict Howards visita Barron nel suo ufficio. In un primo momento i due si scambiano minacce, poi Howards richiede il sostegno di Barron per il suo progetto di legge al Congresso. Barron si rifiuta, ma Howards gli offre un contratto per la vita immortale. Anche se molto tentato, il conduttore rifiuta la tangente.
Il potente Howards cerca allora informazioni su eventuali lati oscuri nella vita di Barron, per potelo corrompere o per screditarlo pubblicamente. Scopre che Barron e la sua ex moglie Sara Westerfeld sono ancora innamorati e ritiene di poter sfruttare quel rapporto a suo vantaggio. Howards convoca la donna e le offre un contratto di ibernazione gratuito se lei tornerà assieme a Barron e lo convincerà ad accettare la tangente.
La mattina dopo, Barron riceve una chiamata dal governatore della California, Gregory Morris. Con sorpresa assoluta di Barron, Morris gli chiede di presentarsi alle prossime elezioni come futuro Presidente degli Stati Uniti. Avendo Barron come candidato, Morris spera di unificare la JSL (la lega giustizialista fondata anni prima dallo stesso Barron) e il Partito Repubblicano su un'unica piattaforma politica, sconfiggendo i Democratici sostenuti da Howards. Barron - un tempo attivista di sinistra, ma oggi cinico e disinteressato alla politica - declina l'offerta, tuttavia Morris gli chiede di pensarci sopra.
Barron contatta immediatamente il suo amico Lukas Greene e gli fa ascoltare una registrazione della conversazione con Morris. A Greene piace l'idea, perché ritiene che Jack col suo grande potere mediatico potrebbe effettivamente riuscire mandare al governo la JSL.
Barron il giorno stesso riceve una chiamata da Sara, che lo implora di perdonarla. Decide di recarsi subito da lei, lasciando la sua attuale fidanzata in lacrime. Una volta giunto a casa di Sara nell'East Village, i due si riconciliano e tornano a convivere.
Durante lo spettacolo successivo del suo show, Barron intervista Dolores Pulaski, una donna sconvolta perché suo padre sta morendo di cancro. La donna implora Barron di convincere la Fondazione a dare al padre morente un contratto di ibernazione in modo che egli abbia in futuro la possibilità di essere curato. Jack chiama in diretta Howards, che finisce per apparire insensibile.
Il giorno successivo, Howards torna a far visita a Barron, ammettendo infine che la sua fondazione ha già scoperto un trattamento per l'immortalità. Howards si impegna a fornire lo stesso trattamento a Barron e Sara, ma Barron pensa che Howards gli stia ancora nascondendo qualcosa e non riesce a strappargli alcuna informazione circa il trattamento.
Mentre Barron è sulla sua strada di casa, Sara riceve una chiamata da Howards, il quale le ricorda che deve convincere Barron a firmare. Questo fa arrabbiare Sara e la fa sentire in colpa per il segreto. Quando Barron torna a casa, lei ammette le sue colpe. Con una confessione reciproca di amore, Jack e Sara si impegnano a rovinare Howards insieme.
Il giorno successivo Howards fornisce i due nuovi contratti da firmare: i nuovi contratti non solo garantiscono di essere ibernati, ma anche il trattamento per l'immortalità. Jack non vede alcun inconveniente e lui e Sara firmano il contratto.
La mattina successiva, Barron riceve una chiamata da Madge Hennering, la moglie del senatore che sosteneva Howard. Il senatore Hennering era morto in un incidente aereo dopo la sua ultima conversazione con Jack, e la sua vedova, molto turbata, dice a di essere convinta che il marito avesse scoperto qualcosa di terribile sulla Fondazione, e che sia stato fatto uccidere da Howards per impedirgli di parlare. Jack si rifiuta di crederle, ricredendosi solo giorni dopo, quando la donna rimane uccisa in uno strano incidente.
Durante la successiva trasmissione di Scocciate Jack Barron, un uomo di colore di nome Henry George Franklin chiama e si lamenta di avere venduto la sua giovane figlia ad alcuni misteriosi ricchi per 50000 $. Anche se gli avevano promesso di fornire alla figlia una vita migliore, Henry sostiene di essere stato ingannato e chiede a Jack di aiutarlo a ritrovarla. Dopo la trasmissione, Barron riceve una chiamata da Howards, che appare furioso e gli intima di lasciar perdere la storia. Jack Barron non comprende come Franklin possa essere una minaccia per Howards. Incuriosito dalla reazione del magnate, Barron prende un volo per Evers, Mississippi, per parlare con Franklin. I suoi piani di passare inosservato vengono tuttavia rovinati da Lukas Greene, che mette in scena una manifestazione politica in aeroporto, come possibile preludio alla corsa presidenziale dell'amico.
Non volendo incontrare Franklin al palazzo del governatore, Barron va da lui nel quartiere dei bassifondi dove vive il vecchio alcolizzato e accetta di aiutarlo in qualche modo. I due si incamminano per andare a piedi al palazzo del governatore quando un cecchino spara, uccidendo Franklin. Barron, sfuggito all'agguato solo grazie all'intervento della polizia locale, deduce subito che il mandante dev'essere Howards, rendendosi conto così della pericolosità della Fondazione e dell'evidenza di un legame tra la Fondazione e l'acquisto della figlia di Franklin. Jack trova una conferma quando, frugando nelle banche dati dello Stato, scopre altri casi di bambini poveri scomparsi.
Al suo ritorno a casa, Barron condivide tutti i suoi sospetti con Sara. Egli crede che la Fondazione stia comprando i bambini neri per qualche motivo. Barron si reca da Howards dicendo di accettare il trattamento per cercare di strappargli delle informazioni. Solo dopo che Barron e Sara hanno ricevuto il trattamento per l'immortalità, ritenendo di averli ormai in pugno, Howards ammette tutti i suoi crimini, mentre Barron di nascosto registra la confessione con un piccolo telefono portatile.
Il trattamento consiste, in sostanza, nel trapianto di ghiandole di bambini (i bambini che erano stati comprati) sottoposti a fortissime e letali radiazioni. Jack ne rimane sconvolto. Howards lo minaccia dicendo che avendo firmato egli ora è suo complice e che egli pagherà dei testimoni per sostenere che Jack e Sara sapevano tutto, nel caso in cui Jack volesse raccontare tutto alla polizia o al suo pubblico.
Barron, tornato a casa, rivela a sua volta la verità a Sara e le ribadisce la sua necessità di sostenere la Fondazione nei suoi prossimi spettacoli. Quando si sta preparando per lo spettacolo, riceve tuttavia una chiamata da Sara, che dopo avere assunto stupefacenti si suicida intuendo che è l'unico modo per fargli cambiare idea. Barron, impazzito dal dolore, rivela la verità durante lo spettacolo, mentre Howards impazzito a sua volta, minaccia di uccidere il conduttore e finisce per confermarne la versione in diretta.
Dopo tutto ciò Barron, assieme a molti altri candidati, decide di correre per le elezioni presidenziali, progettando però in caso di vittoria di dimettersi per lasciare governare il vicepresidente Lukas Green, il primo vicepresidente nero.

## Personaggi
- Jack Barron – Protagonista e presentatore del talk-show Scocciate Jack Barron.
- Benedict Howards – Antagonista. È il Presidente della Fondazione per l'immortalità umana, una società privata che detiene il monopolio sul congelamento criogenico negli Stati Uniti.
- Lukas Greene – Un vecchio amico di Jack, divenuto il primo governatore di colore nella storia degli Stati Uniti. Opera contro la Fondazione per l'immortalità umana.
- Sara Westerfeld – Ex moglie di Barron. Sara aiuta Jack a prendere alcune difficili decisioni.

## Accoglienza
Algis Budrys ha dato al romanzo una recensione mista, descrivendolo come "un buon libro, un'ottima idea e bel pezzo di scrittura". Budrys descrive l'impianto fantascientifico centrale "una sciocchezza assoluta", sostenendo che a Spinrad "non interessava essere credibile per essere gradevole", osservando che "Spinrad usa spesso rappresentazioni di cose, piuttosto che le cose stesse, e questo non sempre funziona". Eppure, conclude, "il libro è un racconto imperfetto ma accettabile di una magnifica storia, una rappresentazione di nobiltà, si potrebbe dire, con una fine da Topolino. Joanna Russ, tuttavia, ha trovato il romanzo "un cattivo libro [dove] l'autore non ha il controllo del suo materiale, ma è in procinto di esserne soffocato". Ha incolpato lo stile di scrittura di Spinrad ("ciascuno parla come ogni altro"), la sua trama ("un romanzo di intrighi politici dovrebbe avere al suo interno un intrigo intelligibile") e la caratterizzazione (l'antagonista principale è "solo un buco a forma di cattivo pieno di prosa super-marcia"), concludendo che si tratta di un "libro romantico, per metà innocente, giovanilmente altalenante, esasperatamente scioccante e, in definitiva, sciocco."

## Stile letterario
Una caratteristica sorprendente del romanzo è il suo stile lirico e l'uso esclusivo di frasi con la tecnica del cut-up. A questo proposito, Spinrad stesso ha parlato dell'influenza che hanno avuto su di lui scrittori come William S. Burroughs, Allen Ginsberg e Jack Kerouac.

## Adattamenti
Spinrad ha tratto dal suo romanzo una sceneggiatura nel 1970, ma il film non fu mai prodotto. Dal 2012, Spinrad è in vendita un facsimile digitale di tale sceneggiatura.
Nel 1983 Harlan Ellison venne ingaggiato per scrivere una nuova sceneggiatura per un film che avrebbe dovuto essere diretto da Costa-Gavras per la Universal Pictures. Anche in questo caso il progetto fu tuttavia chiuso. Nel 2012 Ellison ha pubblicato questa sceneggiatura, dal titolo None of the Above, compresi i suggerimenti per il cast che vedevano Martin Sheen nei panni di Jack Barron e Sigourney Weaver in quelli di Sara.

## Edizioni
- Norman Spinrad, Bug Jack Barron, Walker & Co., 1969,  p. 372, LCCN 69016094, OCLC 5497.
- Norman Spinrad, Jack Barron e l'eternità, collana Futuro. Biblioteca di Fantascienza n° 4, traduzione di R. Rambelli, Fanucci Editore, 1974.
- Norman Spinrad, Jack Barron e l'eternità, collana Biblioteca di Fantascienza VIII, traduzione di Gianpiero de Vero, Fanucci Editore, 1974, ISBN 88-347-0427-4.
- Norman Spinrad, Jack Barron Show, collana Tascabili Immaginario n° 10, traduzione di Gianpiero de Vero, Fanucci Editore, 2002, ISBN 88-347-0886-5.
- Norman Spinrad, Jack Barron e l'eternità, collana Urania Collezione n° 166, traduzione di Roberta Rambelli, Milano, Arnoldo Mondadori, 2016,  p. 166.